# Oospila granulata
Oospila granulata là một loài bướm đêm trong họ Geometridae.